# Виноградов, Сергей Александрович (дипломат)
Серге́й Алекса́ндрович Виногра́дов (12 [25] мая 1907, Хвалынск, Саратовская губерния — 27 августа 1970, Москва) — советский дипломат. Чрезвычайный и полномочный посол (1943).

## Биография
В 1938—1939 годах — заведующий кафедрой марксизма-ленинизма Промышленной академии.
С 1939 года работал в системе Народного комиссариата иностранных дел СССР.
До 7 сентября 1940 года — советник-посланник Посольства СССР в Турции.
С 17 сентября 1940 по 24 февраля 1948 года — полномочный представитель/чрезвычайный и полномочный посол СССР в Турции.
С февраля 1948 по 1949 год — заведующий Отделом по делам Организации Объединённых Наций МИД СССР.
В 1949—1950 годах — заведующий I Европейским отделом МИД СССР.
В 1950—1953 годах — председатель Комитета по радиовещанию при Совете Министров СССР.
С марта по июль 1953 года — начальник Главного управления телевидения Министерства культуры СССР.
С 7 июля 1953 по 24 марта 1965 года — чрезвычайный и полномочный посол СССР во Франции.
С марта 1965 по июнь 1967 года — работал в аппарате МИД СССР, член Коллегии МИД СССР.
С 29 августа 1967 по 27 августа 1970 года — чрезвычайный и полномочный посол СССР в Объединённой Арабской Республике.
Член Центральной Ревизионной комиссии КПСС (1956—1966).
Скончался после тяжёлой продолжительной болезни.
Похоронен на Новодевичьем кладбище в Москве.

## Награды
- орден Ленина (5 ноября 1945)
- 4 ордена Трудового Красного Знамени (в т. ч. 3 ноября 1944)
- медали.
- Кавалер Большого креста Ордена Почётного легиона (Франция, 2 ноября 1965).

## Дипломатический ранг
- Чрезвычайный и полномочный посол (14 июня 1943)[1]

## Галерея изображений

Дипломатический паспорт С. А. Виноградова
Могила Виноградова на Новодевичьем кладбище Москвы.